# Gravenstraat (Den Haag)
De Gravenstraat is een straat in het centrum van Den Haag. De straat loopt van noordoost naar zuidwest en ligt in het verlengde van het Buitenhof en loopt in het westen over in de Dagelijkse Groenmarkt. In het oosten komen van het Buitenhof gezien de Passage, Kettingstraat en het Achterom op de straat uit. Aan de noordwestzijde is er aaneengesloten bebouwing.

## Onststaan
De Gravenstraat ontstond in 1861 als doorbraak tussen de huizen die het Buitenhof van de Groenmarkt afsloten. Het Buitenhof was oorspronkelijk met een gracht omgeven. Om de gracht werden huizen gebouwd en nadat de huizen waren gesloopt kwam in 1861 de Gravenstraat tot stand. De naam van de straat is een verwijzing naar de graven van Holland die ooit op het Binnenhof woonden.

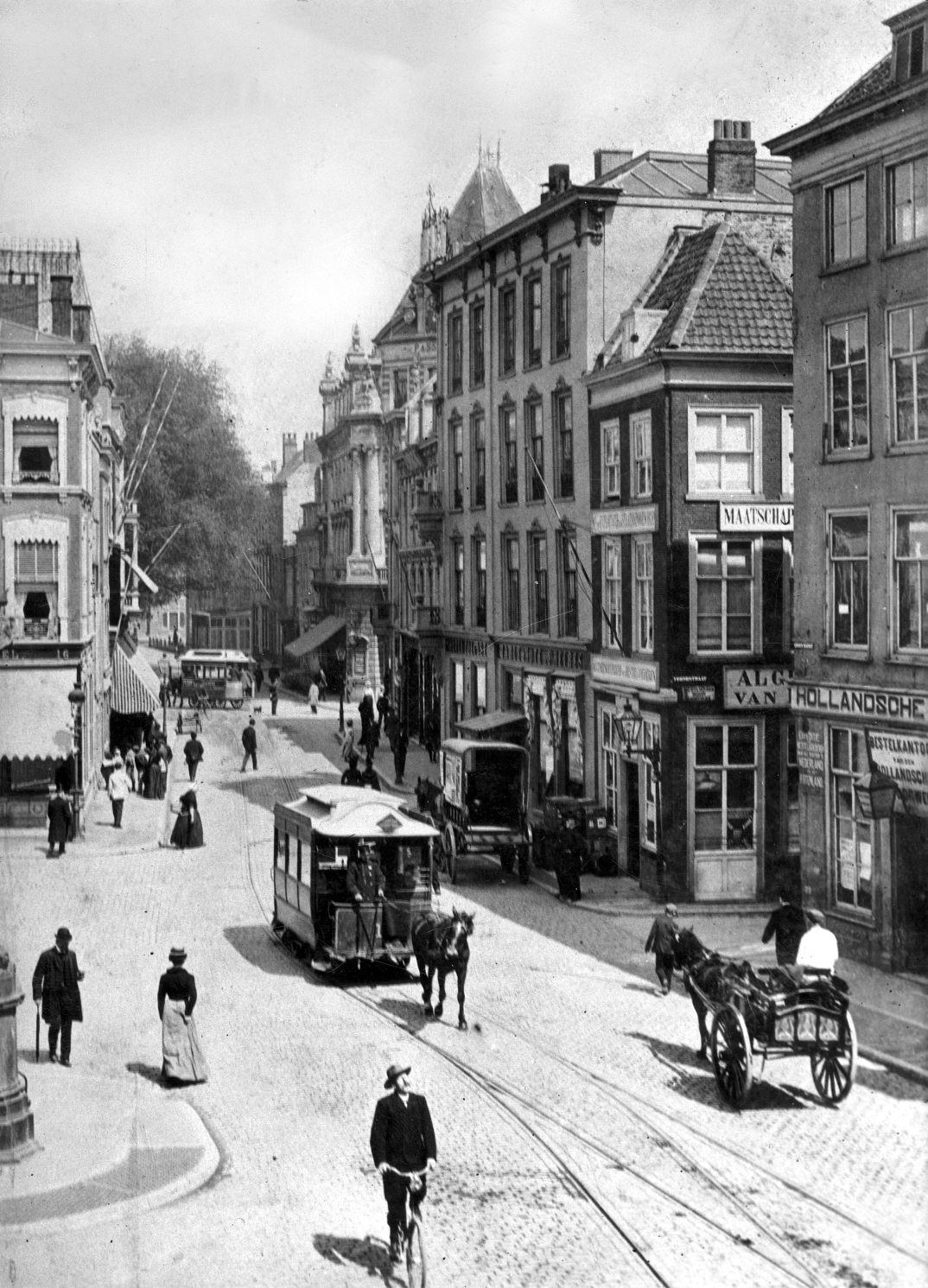
Blik in de Gravenstraat richting Buitenhof anno 1902

## Bebouwing
Aan de straat liggen een aantal rijksmonumenten waaronder het pand van het voormalige, in 2013 gesloten, warenhuis Maison de Bonneterie uit 1913 gebouwd in opdracht van J. Cohen uit Amsterdam in de stijl van de Um 1800-Bewegung. Het ontwerp is van A. Jacot in samenwerking met A.H. Zinsmeister, J.L.Crouwel en G.F.la Croix. Het is een voorbeeld van het type warenhuis dat in het begin van de 20e eeuw in veel Europese steden gebouwd werd. Tot 1913 behoorde het stuk grond nog bij de oude Groenmarkt, een groentemarkt die aansloot aan het Buitenhof.

## Openbaar vervoer
HTM tramlijn 17 rijdt in beide richtingen door de relatief smalle straat, waarbij in verband met die geringe breedte geen gewoon perron bij de halte mogelijk is. De trams in de richting van het Statenkwartier stoppen voor het voormalig gebouw van Maison de Bonnetterie (thans H&M), die in de richting van Station Den Haag Centraal en verder naar Wateringen stoppen op de Dagelijkse Groenmarkt voor een van de oudste winkels van Den Haag, de uit 1796 daterende Drogisterij Van der Gaag, tegenover "de snoeptrommel". (kleurrijk winkelpand)
In het verleden reden hier tramlijn 3, 3A, 4, 13(3e), 16, 17(5e), en bij omleidingen reden/rijden lijn 2, 3, 4, 6 en 10 ook wel hier.
Straten: Achterom · Alexanderstraat · Van Alkemadelaan · Amaliastraat · Amsterdamse Veerkade · Benoordenhoutseweg · Bezuidenhoutseweg · Cantaloupenburg · Denneweg · Fluwelen Burgwal · Geest · Gravenstraat · Groenewegje · Groot Hertoginnelaan · Grote Marktstraat · Herengracht · Heulstraat · Hogewal · Hooigracht · Javastraat · Juffrouw Idastraat · Kazernestraat · Kneuterdijk · Korte Vijverberg · Korte Voorhout · Laan Copes van Cattenburch · Laan van Meerdervoort · Laan van Nieuw Oost-Indië · Lange Beestenmarkt · Lange Poten · Lange Vijverberg · Lange Voorhout · Lijnbaan · Mallemolen · Mauritskade · Melis Stokelaan · Van Merlenstraat · Molenstraat · Nassaulaan · Nieuwe Haven · Nieuwe Schoolstraat · Nieuwe Uitleg · Nobelstraat · Noordeinde · Oude Boomgaardstraat · Oude Molstraat · Parkstraat · Paviljoensgracht · Piet Heinstraat · Prinsegracht · Prinsessegracht · Prinsestraat · Rijswijkseweg · Riouwstraat · Schalk Burgerstraat · Schedeldoekshaven · Schelpkade · Schenkkade · Scheveningseveer · Scheveningseweg · Schuddegeest · Slijkeinde · Smidswater · Sophialaan · Sportlaan · Spui · Spuistraat · Surinamestraat · Theresiastraat · Torenstraat · Tournooiveld · Trekvlietplein · Turfmarkt · Vaillantlaan · Vondelstraat · Wagenstraat · Weimarstraat · Westeinde · Wijnhaven · Witte de Withstraat · Zeestraat

Pleinen: Alexanderplein
· Anna Paulownaplein
· Bankaplein
· Binnenhof
· Buitenhof
· Burgemeester De Monchyplein
· Clioplein
· Elandplein 
· Esperantoplein
· Groenmarkt
· Grote Markt
· Hofplaats
· Kerkplein
· Koningsplein
· Loosduinse Hoofdplein
· Malieveld
· Muzenplein
· Nassauplein
· Plaats
· Plein
· Plein 1813
· Prins Hendrikplein
· Prinsenvinkenpark
· Regentesseplein
· Rond de Grote Kerk
· Spuiplein
· Tournooiveld
· Vaillantplein
· Varkenmarkt
· Visbanken
· Wijnhaven